# Triệu Tuấn Hải
Triệu Tuấn Hải (sinh ngày 15 tháng 2 năm 1972) là một Đại tá Công an Nhân dân Việt Nam và chính trị gia người Việt Nam, dân tộc Nùng. Ông là đại biểu Quốc hội Việt Nam khóa XIV nhiệm kì 2016-2021, thuộc đoàn đại biểu Quốc hội tỉnh Lạng Sơn, Ủy viên Ủy ban Quốc phòng và An ninh của Quốc hội, Phó Giám đốc Công an tỉnh Lạng Sơn. Ông đã trúng cử đại biểu Quốc hội năm 2016 ở đơn vị bầu cử số 2, tỉnh Lạng Sơn gồm có thành phố Lạng Sơn và các huyện: Tràng Định, Văn Lãng, Cao Lộc, Lộc Bình, Đình Lập.. Hiện ông là Đại tá, Phó Bí thư Đảng uỷ, Phó Giám đốc Công an tỉnh Lạng Sơn.

## Xuất thân
Triệu Tuấn Hải quê quán ở xã Yên Phúc, huyện Văn Quan, tỉnh Lạng Sơn.

## Giáo dục
- Giáo dục phổ thông: 12/12
- Đại học An ninh
- Thạc sĩ Luật, chuyên ngành Điều tra tội phạm
- Cao cấp lí luận chính trị

## Sự nghiệp
Ông gia nhập Đảng Cộng sản Việt Nam vào ngày 2/9/1995.
Khi ứng cử đại biểu Quốc hội Việt Nam khóa XIV vào tháng 5 năm 2016 ông đang là Ủy viên Ban Thường vụ Đảng ủy Công an tỉnh, Bí thư Đảng ủy phòng Tham mưu, Thượng tá, Trưởng phòng Tham mưu, Công an tỉnh Lạng Sơn, làm việc ở Công an tỉnh Lạng Sơn, có bằng cao cấp lí luận chính trị.
Ông đã trúng cử đại biểu Quốc hội năm 2016 ở đơn vị bầu cử số 2, tỉnh Lạng Sơn gồm có thành phố Lạng Sơn và các huyện: Tràng Định, Văn Lãng, Cao Lộc, Lộc Bình, Đình Lập, được 211.738 phiếu, đạt tỷ lệ 74,20% số phiếu hợp lệ.
Vào thời điểm năm 2018, ông là Thượng tá, Phó Giám đốc Công an tỉnh Lạng Sơn, Ủy viên Ủy ban Quốc phòng và An ninh của Quốc hội.
Ông đang làm việc ở Công an tỉnh Lạng Sơn.